# Essenschorszwam
De essenschorszwam (Peniophora limitata) is een schimmel behorend tot de familie Peniophoraceae. Hij komt voor in loofbossen op vochtige, voedselrijke bodem. Hij leeft saprotroof op nog hangende takken van es (Fraxinus excelsior), soms van populier (Populus).

## Kenmerken

### Uiterlijke kenmerken
Vruchtlichamen staan verspreid, bevestigd aan het substraat met het hele oppervlak. Ze zijn 0,1 tot 0,5 mm dik, aanvankelijk rond, maar al snel onregelmatig. Het oppervlak is aanvankelijk glad, grijsrood, daarna onregelmatig papillair, gebarsten in grijspaarse vlekken als het droog is, donkerblauwgrijs en grijsbruin als het nat is. De rand is meestal donker van kleur.

### Microscopische kenmerken
Peniophora limitata heeft een monomitisch hyfensysteem. Hyfen zijn aanvankelijk kleurloos, daarna bruin gepigmenteerd, met gespen. Hyfen zijn 50–150 μm lang en van verschillende diktes, min of meer evenwijdig en horizontaal gerangschikt. Cystidia zijn talrijk aanwezig, dunwandig, in het apicale deel bedekt met een pigmentlaag en gevuld met kristallen. Ze zijn 8–12 μm breed en 30–50 μm lang, soms wel 75 μm. Basidia zijn smal spoelvormig, 40-55 μm lang en 6–8 μm breed aan het apicale deel, met 4 sterigmata en een basale sluiting. De sporen zijn worstachtige dunwandig, glad, kleurloos en meten 8–12 × 3–3,5 μm.

## Verpsreiding
Deze soort komt voor in Europa (inclusief de Canarische Eilanden) en Canada. De zwam is wijd verspreid in Europa. In Nederland komt de essenschorszwam matig algemeen voor. Hij staat niet op de rode lijst en is niet bedreigd.